# FZAB-500M
FZAB-500M (ros. ФЗАБ-500М) – radziecka bomba burząco-zapalająca przeznaczona do wywoływania pożarów w obiektach umocnionych. Posiada działanie burzące około trzy razy mniejsze od bomb FAB-500, ale tworzy dodatkowo od 50 do 200 ognisk pożarów.